# Tada Keelalay
Tada Keelalay (Bangkok, 4 aprile 1984) è un ex calciatore thailandese, di ruolo difensore.

## Carriera

### Nazionale
Ha debuttato in Nazionale il 24 giugno 2004, in Thailandia-Giappone (1-4), subentrando a Worachai Surinsirirat al minuto 61. Ha partecipato, con la Nazionale, alla Coppa d'Asia 2004. Ha collezionato in totale, con la maglia della Nazionale, 5 presenze.